# Vesaignes-sous-Lafauche
Vesaignes-sous-Lafauche is een gemeente in het Franse departement Haute-Marne (regio Grand Est) en telt 146 inwoners (1999). De plaats maakt deel uit van het arrondissement Chaumont. 

## Geografie
De oppervlakte van Vesaignes-sous-Lafauche bedraagt 13,8 km², de bevolkingsdichtheid is 10,6 inwoners per km².
De onderstaande kaart toont de ligging van Vesaignes-sous-Lafauche met de belangrijkste infrastructuur en aangrenzende gemeenten.

## Demografie
Onderstaande figuren tonen het verloop van het inwonertal (bron: INSEE-tellingen).
| 1962 | 1968 | 1975 | 1982 | 1990 | 1999 |
| ---- | ---- | ---- | ---- | ---- | ---- |
| 159  | 166  | 149  | 152  | 138  | 146  |